# Чемпіонат СРСР з легкої атлетики в приміщенні 1971 — Штовхання ядра (жінки)

## Результати

### Фінал
| Місце | Атлетка             | Регіон         | Місто/Область   | Результат |
| ----- | ------------------- | -------------- | --------------- | --------- |
| 1     | Надія Чижова        | Ленінград      | Ленінград       | 18,62     |
| 2     | Антоніна Іванова    | Москва         | Москва          | 17,94     |
| 3     | Галина Некрасова    | Москва         | Москва          | 16,90     |
| 4     | Олена Корабльова    | Ленінград      | Ленінград       | 17,22     |
| 5     | Фаїна Мельник       | Вірменська РСР | Єреван          | 16,48     |
| 6     | Тамара Андросенко   | РРФСР          | Московська обл. | 16,19     |
| 7     | Раїса Таранда       | РРФСР          | Московська обл. | 15,79     |
| 8     | Галина Сидельникова | РРФСР          | Горький         | 15,70     |